# تاريخ بايرن ميونخ
نادي بايرن ميونخ لكرة القدم (بالألمانية: Der FC Bayern München)، غالباً ما يعرف اختصاراً باسم بايرن ميونخ (بالألمانية: Bayern München)، هو نادٍ رياضي ألماني يقع مقره في مدينة ميونيخ بمقاطعة بافاريا، وقد اشتهر النادي عبر تاريخه بفريقه لكرة القدم الذي يعتبر أقوى وأكثر فرق كرة القدم الألمانية تتويجاً بالألقاب حتى يومنا هذا، حيث نجح النادي في الفوز بلقب الدوري الألماني 30 مرة وبكأس ألمانيا في 19 مناسبة، كما استطاع الحصول على 6 ألقاب لدوري أبطال أوروبا، كما أن بايرن يمتلك أكبر قاعدة جماهيرية في ألمانيا.
تأسس بايرن ميونخ في 27 فبراير 1900 على أيدي 11 لاعب كرة قدم بقيادة فرانز جون، وعلى الرغم من فوزه ببطولة الدوري 1932، لم يتم اختيار البايرن ليلعب في أول مواسم البوندسليغا بحلته الجديدة في عام 1963. شهد النادي حقبته الذهبية في منتصف السبعينات من القرن الماضي بقيادة نجمه التاريخي فرانتز بيكنباور حيث استطاع أن يفوز ثلاث مرات متتالية ببطولة دوري أبطال أوروبا بين عامي 1974-1976، واستمر تألق الفريق منذ ذلك الوقت؛ وهو يعتبر حالياً أنجح الأندية الألمانية في العقد الماضي، إذ أحرز 8 بطولات للدوري الألماني في آخر عشر سنوات، أما آخر لقب أوروبي للنادي فيعود لعام 2020 عندما فاز البايرن بدوري أبطال أوروبا للمرة السادسة في تاريخه بعدما تغلب على باريس سان جيرمان الفرنسي. أما أبرز المنافسين والغرماء التقليديين للبايرن فهم أندية بوروسيا دورتموند وميونيخ 1860 ونادي نورمبرغ على المستوى المحلي، وريال مدريد، مانشستر يونايتد وآي سي ميلان على المستوى الأوروبي.

## البدايات (1900-1965)

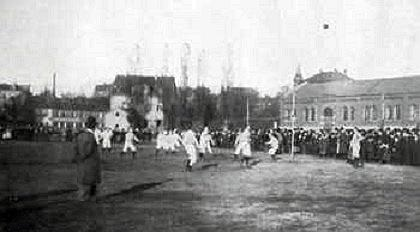
أول مباراة لبايرن ميونخ كانت أمام نادي نورمبرغ عام 1901.

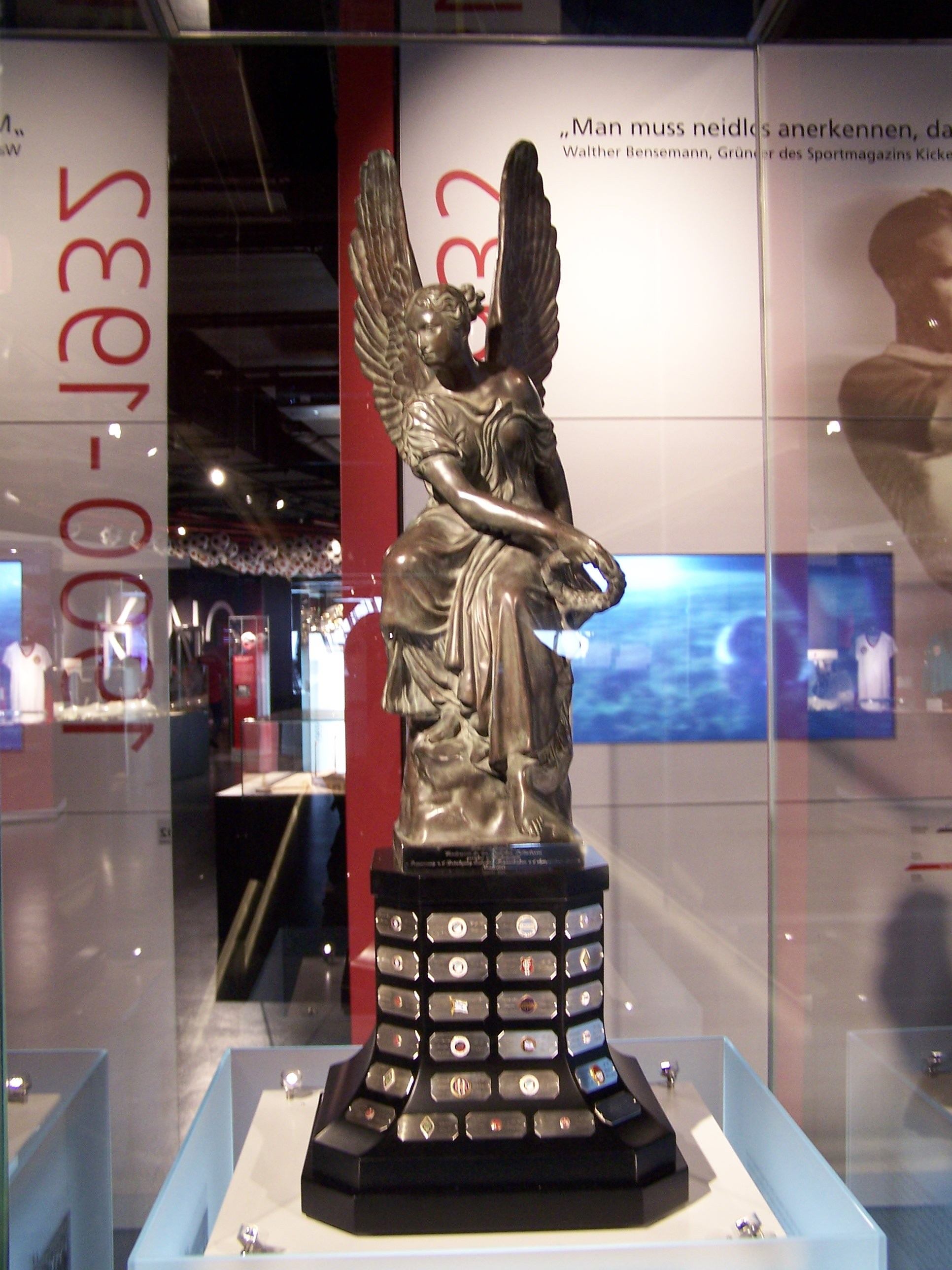
مجسم عن الكأس المسمَى بـ"فيكتوريا" والذي حصل عليه البايرن بعد الفوز بأول لقب وطني عام 1932.

تأسس بايرن ميونيخ على أيدي أعضاء من نادي ميونيخ 1879 للرياضة البدنية، حينما اتخذت إدارة النادي في 27 فبراير من عام 1900 قراراً يمنع لاعبي كرة القدم التابعين لها بالالتحاق بالاتحاد الألماني لكرة القدم، عندها ترك 11 لاعباً نادي ميونيخ 1879، وقاموا بنفس اليوم بتأسيس نادي بايرن ميونيخ لكرة القدم (تحت اسم أف-سي بايرن ميونيخ)، ولعب مباراته الأولى أمام نادي نورمبرغ في عام 1909. وخلال شهور قليلة استطاع النادي الحديث تسجيل انتصارات كبيرة على كل الخصوم المحليين ونجح في الوصول لنصف نهائي دورة جنوب ألمانيا لموسم 1900-1901، وفي الموسم اللاحق استطاع الفريق الفوز بلقب الدورة. موسم 1910-1911 التحق البايرن بدوري الكريسليغا المؤسس حديثاً كأول دوري محلي بافاري لكرة القدم ونجحوا بالظفر باللقب في ذلك الموسم ولكن لم ينجحوا بحمل هذا اللقب مجدداً حتى أتت الحرب العالمية الأولى وأوقفت كامل النشاطات الكروية في ألمانيا.
بعد انتهاء الحرب العالمية الأولى استطاع البايرن الفوز بالعديد من البطولات المحلية، قبل أن يفوز بطولة جنوب ألمانيا عام 1926 وهو انجاز استطاع الفريق تكراره بعدها بعامين، أما بطولة الفريق الوطنية الأولى فقد أتت عام 1932 بقيادة المدرب ريشارد كون عنما هزم البايرن نادي فرانكفورت في النهائي بنتيجة 2-0. أدى وصول النازيين إلى الحكم في ألمانيا إلى وضع حد لتطور البايرن حيث ترك رئيس النادي والمدرب اليهوديان البلاد، واتُّهم النادي بأنه نادي اليهود وتأثر الفريق نصف الاحترافي وقتها بالقوانين الجديدة التي نصَت على أن يكون كل اللاعبين هواة بالكامل، وفي السنوات اللاحقة تراجع مستوى النادي حيث ابتعد عن المنافسة على الألقاب.
بعد الحرب العالمية الثانية أصبح البايرن عضواً في الأوبيرليغا سود وهي المجموعة الجنوبية لدوري الدرجة الأولى الألمانية، وعانى البايرن في تلك الفترة حيث طُرد منه 13 مدرب في الفترة الممتدة بين عامي 1945 و1955 وهبط الفريق للدرجة الثانية، ولكنه استطاع العودة سريعاً في العام التالي الذي فاز به البايرن أيضاً بكأس ألمانيا للمرة الأولى في تاريخه بعد أن هزم فورتونا دوسيلدورف بنتيجة 1-0 في النهائي، لكن على الرغم من هذه النجاحات فالنادي كان يعاني على الصعيد المالي حيث أوشك على الإفلاس في أواخر الخمسينات قبل أن يؤمن الصناعي رولاند أندلير التمويل الكافي للنادي وتمت مكافئته بتعيينه كرئيس للنادي لمدة أربع سنوات، عام 1963 تم تحويل الأوبيرليغاس إلى بطولة وطنية جامعة أطلق عليها لقب البوندسليغا، وتمَ قبول 5 فرق من الأوبرليغا سود في البوندسليغا وكان البايرن وقتها قد احتل المركز الثالث في الأوبرليغا سود، لكن فريق ميونيخ 1860 كان الفائز بالبطولة مما جعل الاتحاد الألماني يستبعد البايرن عن الموسم الأول للبوندسليغا حيث أنه لم يريد أن يؤهل فريقين من نفس المدينة. لكن بعد موسمين فقط استطاع البايرن التأهل للبوندسليغا عبر فريق مليء بالمواهب الشابة كفرانتز بيكنباور وغيرد مولر وسيب ماير، الثلاثي الذي سميَ فيما بعد باسم المحور (ذا أكسيس).

## الحقبة الذهبية (1965-1979)

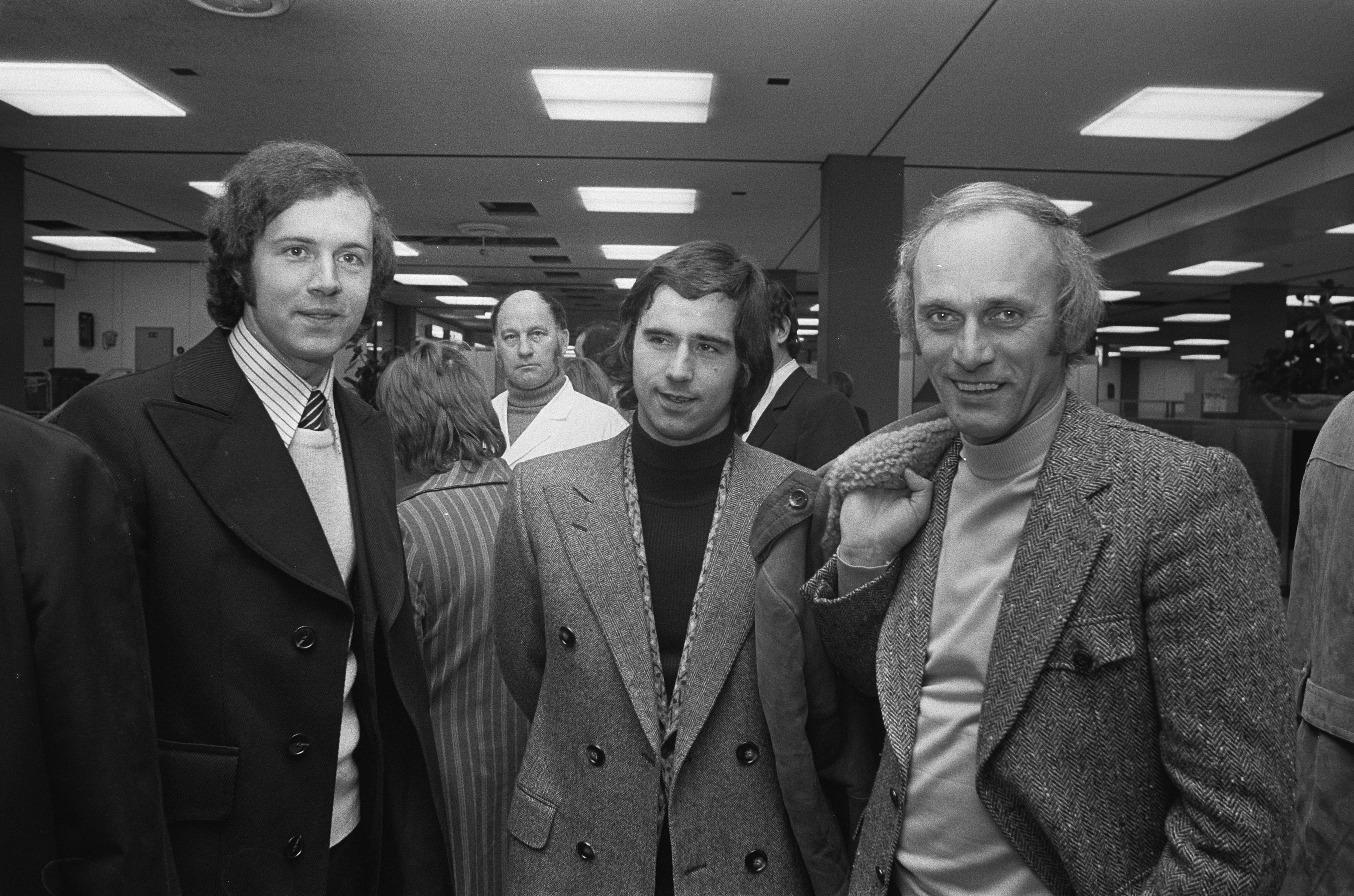
نجوم النادي في حقبة السبعينات، فرانز بيكنباور، جيرد مولر و المدرب التاريخي للبايرن يودو لاتيك.

أنهى البايرن موسمه الأول في البوندسليغا بالمركز الثالث وفاز بكأس ألمانيا وهو الأمر الذي أهلَهم لمسابقة كأس حاملي الكؤوس الأووربية(ما يعادل الدوري الأوروبي الآن) الذي فازوا به في الموسم التالي بعد انتصار دراماتيكي على رانجيرز السكوتلندي بنتيجة 1-0 عبر هدف سجله فانتز روث في الوقت الإضافي، عام 1967 احنفظ البايرن بالكأس ولكن تطور الفريق البطيء جعل النادي يتعاقد مع المدرب برانكو زيبيك الذي استبدل النمط الهجومي للبايرن بنط أكثر تحفظاً، واستطاع عبر هذا التكتيك قيادة البايرن لتحقيق ثنائية الدوري والكأس الأولى بتاريخ البوندسليغا عام 1969، والبايرن يعتبر الآن بالإضافة إلى دورتموند، كولن وفيردير بريمين أحد الفرق الأربعة الوحيدة التي استطاعت تحقيق هذا الإنجاز (الفوز بالثنائية).
استلم يودو لاتيك الكفة التدريبية للفريق عام 1970 واستطاع الفوز بالكأس الأمانية في موسمه الأول مع الفريق ومن ثم الحصول على لقب البوندسليغا الثالثة في تاريخ البايرن، وسنة 1972 انتقل الفريق للملعب الأولمبي حيث خاض أول مباراة له عليه بمواجهة مهمة أمام شالكه وكانت هذه المباراة الأولى في تاريخ البوندسليغا التي تبث مباشرةً على التلفاز، واستطاع خلالها البايرن الفوز بنتيجة 5-1 وبالتالي تأمين لقب الدوري لذلك العام، وقد حقق الفريق في هذا الموسم العديد من الأرقام القياسية من ضمنها عدد النقاط وعدد الأهداف المسجلة، وستكمل البايرن بعدها سيطرته المحلية فحصد لقبي الدوري في الموسمين التاليين، لكن أكبر انجازات النادي كانت عندما استطاع الحصول على لقب كأس أوروبا (دوري أبطال أوروبا الآن) بفوز عريض على اتليتيكو مدريد الإسباني في في مباراة الإعادة للنهائي بنتيجة 4-0.
في المواسم المقبلة لم بنجح الفريق على المستوى المحلي لكنه استطاع الدفاع عن لقبه الأوروبي عام 1975 بعد فوزه على ليدز يونايتد الإنجليزي بهدفين متأخرى ن من روث ومولر، وصرح القيصر بيكنباور بعد المباراة قائلاً «لقد عدنا لأجواء المباراة وكنا محظوظين بتسجيل هدفين متأخرين ولكن في النهاية كنا نحن الأبطال، لكننا كنا محظوظين جداً»، وبيلي بريمنير اعتبر أن الحكم الفرنسي كانت قراراته ملتبسة، وبعد انتهاء المباراة قامت جماهير ليدز بالتظاهر وافتعال أعمال الشغب في باريس وتمَ معاقبتهم من قبل الاتحاد الأوروبي بالإيقاف لمدة ثلاث سنوات عن المشاركة في المسابقات الأوروبية، في العام التالي هزم البايرن هذه المرة سانت إتيان الفرنسي في النهائي الأوروبي بهدف من روث وأصبح البايرن ثالث فريق في التاريخ يتمكن من الفوز بالبطولة الأوروبية الأهم على صعيد الأندية لثلاث مواسم متتالية، وكان آخر لقب للبايرن في هذه الحقبة هو لقب كأس الانتركونتنونتال بعد فوزه على كروزيرو البرازيلي في نهائي مؤلف من جولتين.
السنوات الأخيرة من السبعينات شهدت فترة تغييرات في البايرن حيث ترك بيكنباور الفريق عام 1977 متوجهاً لنادي نيويورك كوزمو الأميركي وعام 1979 أعلن كلٌ من سيب ماير وأولي هونيس اعتزالهم اللعب بينما التحق غيرد مولر بفريق فورت لوديردال، ولم يتمكن الفريق في هذه الفترة من الفوز بأي بطولة.

## من برايتينيغيه إلى أف-سي هولييود (1979-1998)

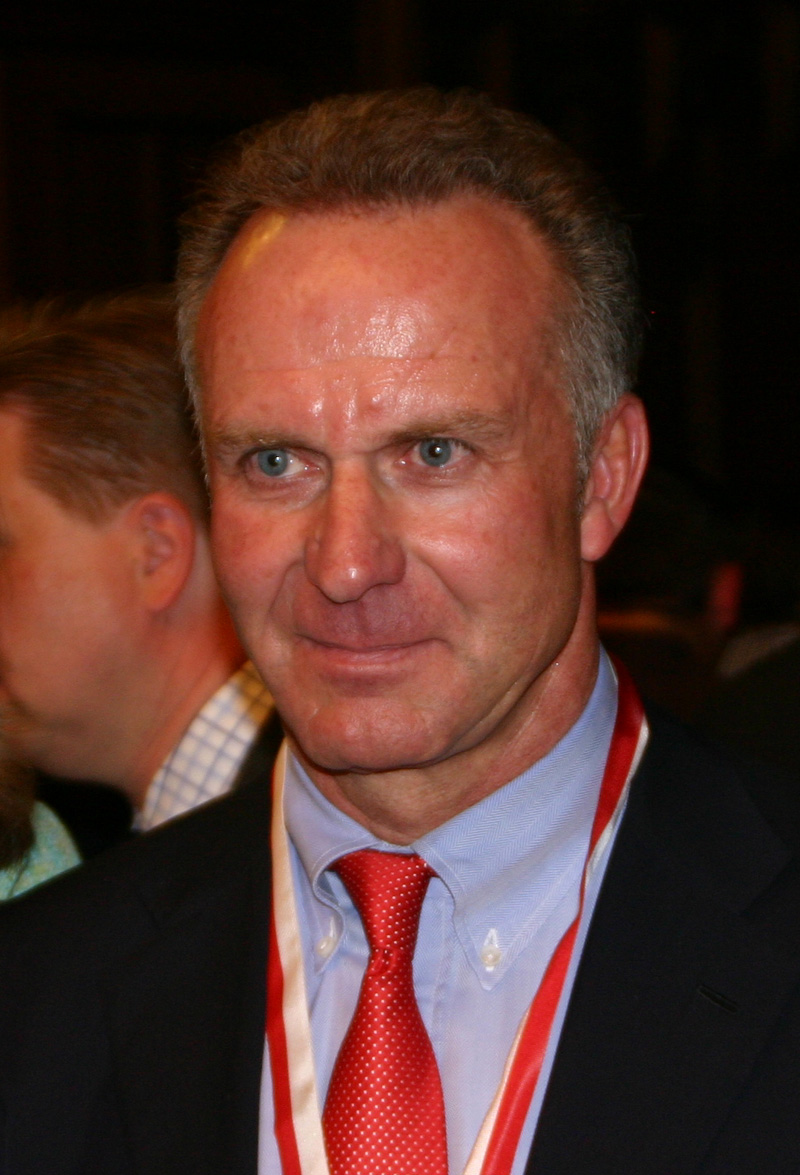
كارل هاينز رومينيغه: المدير التنفيذي الحالي للبايرن وثاني هدافي الفريق تاريخياً

الثمانينات كانت فترة مليئة بالفوضى والاضطرابات في صفوف الجهاز الإداري الخاص ببايرن ميونيخ، حيث حدثت العديد من التغييرات الإدارية وتعرض النادي لبعض الأزمات المالية، أما على الصعيد الكروي شكَل بول برايتنر وكارل-هاينز رومينيغيه ثنائيًا مرعبًا لقب بـ«برايتينيغي» وقاد النجمان النادي للفوز بلقب البوندسليغا عامي 1980 و1981، لكن في الموسمين التاليين فشل الفريق في الفوز بأكثر من كأس ألمانيا عام 1982، ليعلن برايتنر اعتزاله ويعود مدرب الفريق السابق أودو لوتيك لقيادة الفريق الذي أحرز معه لقب الكأس عام 1984، ومن ثم استطاع البايرن الفوز بـ5 بطولات للدوري خلال 6 مواسم فقط من ضمنهم ثنائية الدوري والكأس عام 1986، وعلى الرغم من السيطرة المحلية فالنادي لم يحقق أي لقب أوروبي حيث اكتفى بوصافة دوري الأبطال عامي 1982 و1987.
عام 1987 تمَ تعيين يوب هاينكس على رأس الجهاز الفني للنادي واستطاع النادي بعدها إحراز لقب الدوري المحلي موسمي 1988-1989 و1989-1990، لكن مستوى الفريق تراجع بعدها فحل في المركز الثاني موسم 1990-1991 ليخوض بعدها موسماً كارثياً حيث كان البايرن بعيداً 5 نقاط فقط عن مناطق الهبوط موسم 1991-1992، وموسم 1993-1994 خسر الفريق في الدور الثاني من مسابق كأس الاتحاد الأوروبي(الدوري الأوروبي حالياً) أمام نورويتش سيتي الذي أصبح الفريق الإنجليزي الوحيد الذي استطاع إلحاق الهزيمة بالبايرن على ملعبه القديم أولمبيا شتاديون، بعد هذه الفترة الصعبة عادت الألقاب للنادي مع استلام فرانتز بيكنباور لدفة التدريب في النصف الثاني من موسم 1993-1994، حيث فاز البايرن بالبوندسليغا بعد غياب استمر لأربع سنوات وتم تعيين بيكنبارو بعدها كرئيس للنادي.
استلم جيوفاني تراباتوني وأوتو ريهاغل تدريب الفريق بعدها ولم يتمكن أي منهما من إحراز الألقاب في الموسم الذي قضاه مع البايرن، وفي هذه الفترة كانت أخبار الفريق تنتشر في مجلات الفضائح أكثر من المجلات الرياضية مما جعل المتابعين يطلقون عليه لقب أف-سي هوليوود، بعد هذه الفترة عاد بيكنباور لقيادة الفريق لمرحلة قصيرة في نهاية موسم 1995-1996 وأحرز مع النادي لقب كأس الويفا بعدما هزم بوردو الفرنسي في النهائي، ومع مطلع الموسم التالي عاد جيوفاني تراباتوني ليقود البايرن هذه المرة إلى إحراز لقب الدوري لموسم 1996-1997، لكن في العام التالي فشل الفريق في الحفاظ على لقبه أمام كايزرسلاوترن المتأهل حديثاً من الدرجة الثانية مما أدى لمغادرة تراباتوني للنادي للمرة الثانية.

## إعادة الأمجاد الأوروبية (1998-الآن)

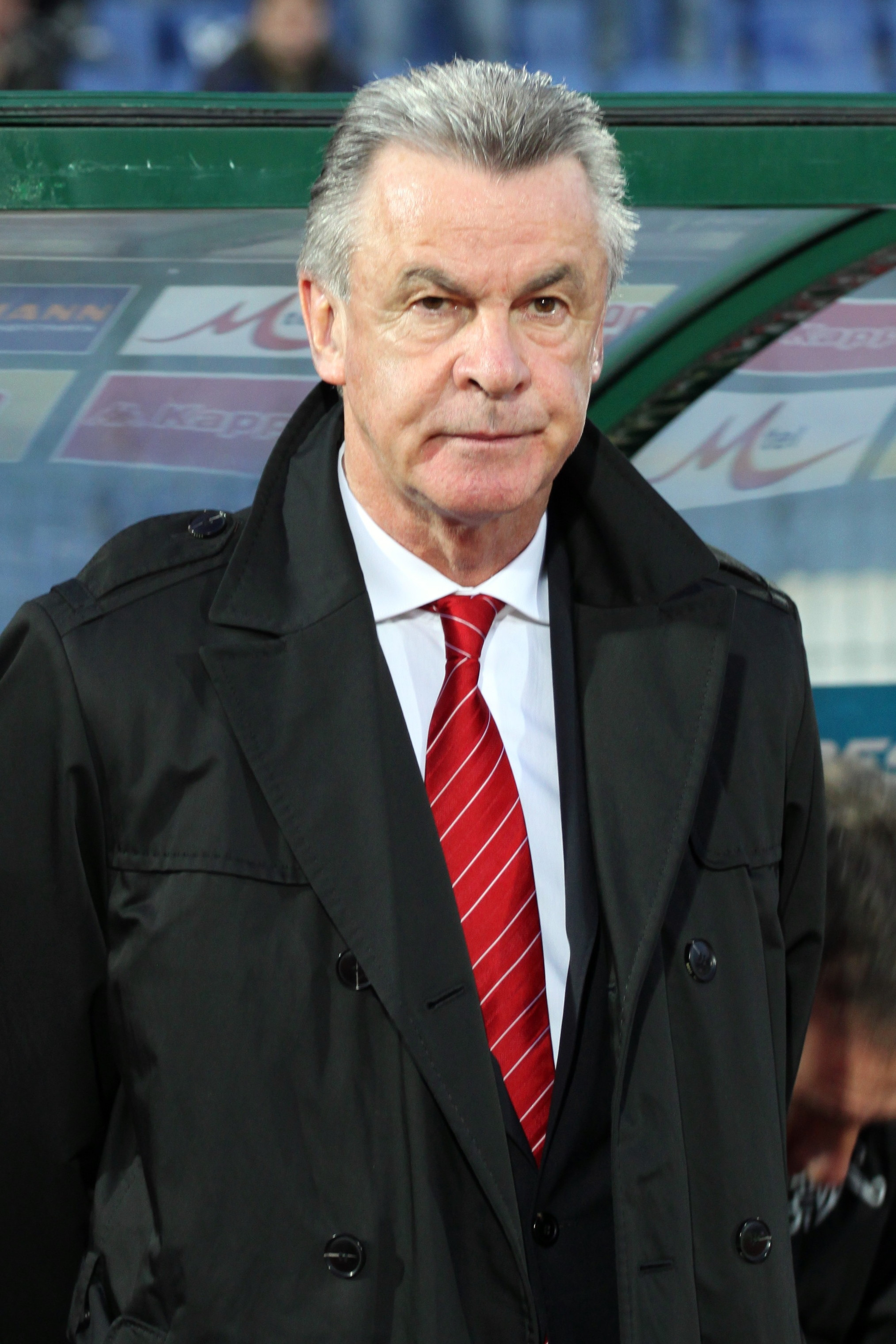
أوتمار هيتسفيلد أكثر مدرب تحقيقاً للألقاب بتاريخ الفريق برصيد 14 بطولة.

على ضوء انجازاته مع بوروسيا دورتموند تعاقد البايرن مع المدرب أوتمار هيتسفيلد ليقود الفريق في الفترة الممتدة بين عامي 1998 و2004، واستطاع هيتسفيلد خلال موسمه الأول مع النادي الفوز بلقب البوندسليغا وكان قريباً جداً من الفوز بدوري أبطال أوروبا عندما خسر النهائي بنتيجة 2-1 بعد هدفين سجلهما مانشستر يونايتد في الوقت بدل الضائع من المباراة التي شهدت تقدم الفريق الألماني في معظم فتراتها، أما في موسم 1999-2000 فقد استطاع النادي البافاري الفوز بثالث ثنائية دوري وكأس محليتين في تاريخه، ليحقق هيتسفيلد بعدها أفضل مواسمه مع البايرن حيث استطاع موسم 2000-2001 الفوز بثالث لقب دوري على التوالي، ليأتي الإنجاز الأهم بعدها بأيام حيث استطاع هيتسفيلد قيادة الفريق وبعد غياب استمر لـ25 عاماً للفوز بلقب دوري أبطال أوروبا الرابع في تاريخه بعدما تفوق على فالنسيا الإسباني في النهائي عبر ركلات الجزاء الترجيحية. موسم 2001-2002 بدء بفوز النادي بلقب كأس الإنتركونتيننتال لكن الموسم انتهى بعدها من دون أن يستطيع البايرن الفوز بأي لقب آخر، في الموسم التالي تمكن البايرن من الفوز برابع ثنائية دوري وكأس محليتين في تاريخه وأنهى الموسم بأكبر فارق نقاط في تاريخ البوندسليغا. سنة 2004 انتهى عقد أوتمار هيتسفيلد مع النادي وأخفق المدرب في آخر مواسمه مع البايرن في قيادة النادي للتألق وحتى أنه خسر أمام فريق أليمانيا أشن من الدرجة الثانية في مسابقة الكأس.
بعد رحيل هيتسفيلد عيَن النادي فيليكس ماغاث على رأس جهازه التدريبي ونجح المدرب الجديد في قيادة البايرن للفوز بثنائيتين متتاليتين للدوري والكأس موسمي 2004-2005 و2005-2006، وكان النادي قد انتقل ابتداءً من موسم 2005-2006 لملعب الأليانز أرينا الذي يتشاركه مع ميونيخ 1860، وبعد تألق الفريق بأول موسمين تحت قيادة ماغاث أتى موسم 2006-2007 الذي كان كارثياً بالنسبة للبايرن حيث تأخر الفريق في الدوري وخسر أمام أليمانيا أشن مجدداً في الكأس لتتم إقالة فيليكس ماغاث بعد فترة قصيرة من العطلة الشتوية.

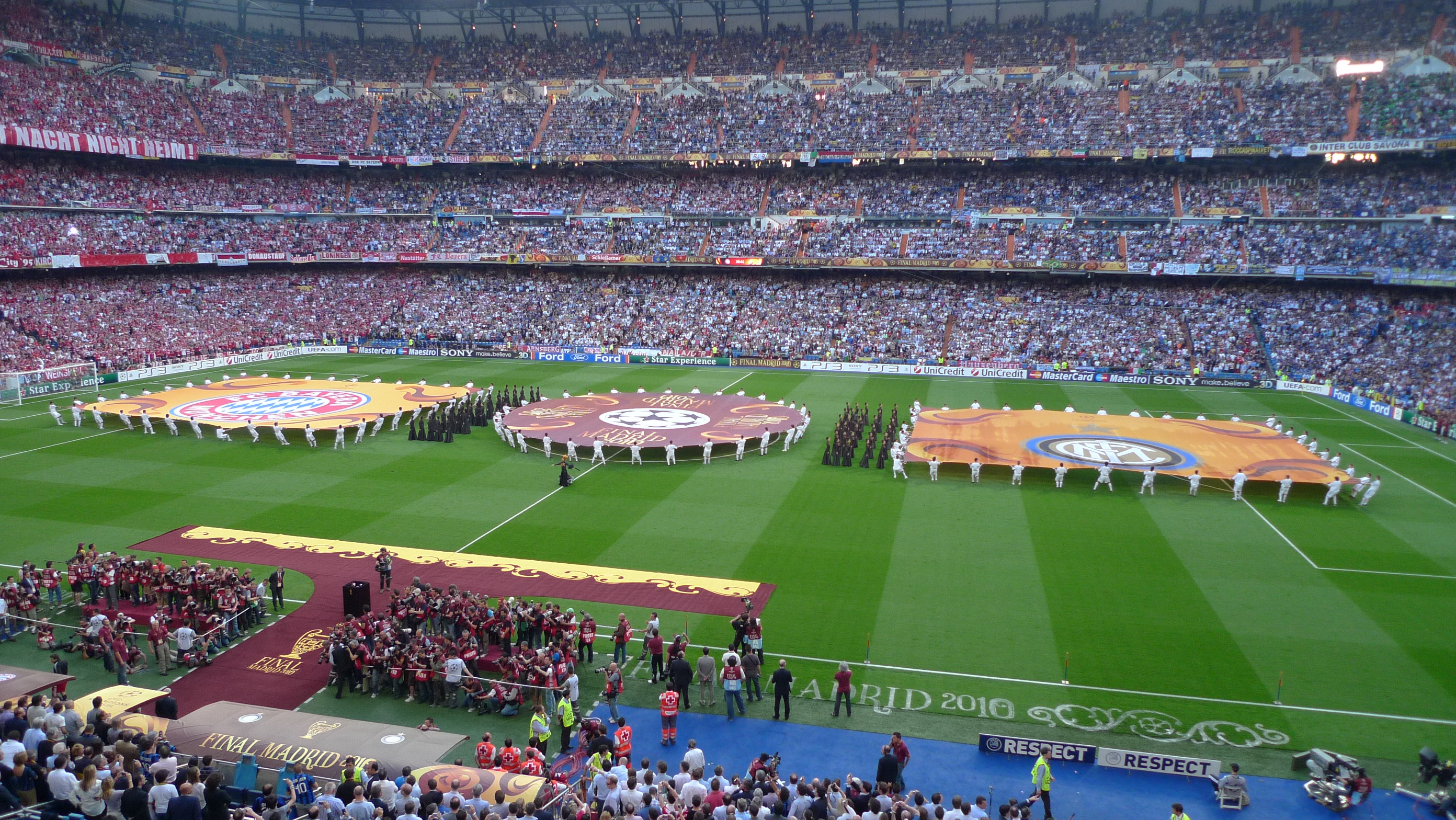
لقطة من حفل افتتاح المباراة النهائية لدوري الأبطال الأوروبي عام 2010 في السانتياغو بيرنابيو.

عاد أوتمار هيتسفيلد لقيادة بايرن ميونيخ في يناير من عام 2007، لكن النادي أنهى ذلك الموسم في المركز الرابع فقط وفشل بالتالي بالتأهل لدوري أبطال أوروبا لأول مرة منذ أكثر من عقد كما لم يتمكن من الفوز بأي لقب بعد خسارته في الكأس وكأس الدوري. بعد الموسمين المخيبين للآمال قام البايرن موسم 2007-2008 بعملية تغيير كبيرة في صفوفه حيث تعاقد مع ثمانية لاعبين جدد وتخلَى عن تسعة آخرين عبر البيع والإعارة، بعد هذه التغييرات تمكن الفريق من الفوز بالدوري بعد تصدره لكامل مراحل البطولة، ومن ثم حصل على الثنائية بعد فوزه على بوروسيا دورتموند في نهائي الكأس.
في الـ11 من يناير من عام 2008 تمً الإعلان عن أن يورغن كلينسمان سيكون خليفة أوتمار هيتسفيلد على رأس الجهاز التدريبي للفريق بعقد يمتد لموسمين، وقد استلم اللاعب السابق مهامه مع انتهاء الموسم في 1 يوليو 2008، وخسر البايرن في أول اختباراته مع مدربه الجديد لقب كأس السوبر الألماني أمام بوروسيا دورتموند في بداية موسم 2008-2009، ومن ثم أقصيَ من مسابقة الكأس المحلية على أيدي باير ليفركوزن، أما على الصعيد الأوروبي فقد وصل الفريق بقيادة كلينسمان لربع نهائي دوري الأبطال بعد تصدره لمجموعته وسحقه لسبورتنغ البرتغالي في الدور الاقصائي الأول بنتيجة قياسية هي 12-1 في مجموع المبارتين، في الـ27 من أبريل وبعد يومين فقط من الخسارة أمام شالكه التي جعلت البايرن يهبط للمركز الثالث في الترتيب العام للبوندسليغا تمَت إقالة كلينسمان، وتولى بعدها مدرب الفريق السابق يوب هاينكس (1987-1991) الإشراف المؤقت على النادي حتى نهاية الموسم، لينهي الفريق موسمه باحتلال المركز الثاني في البوندسليغا مما أهلّه للعب في دوري الأبطال المقبل.

التشكيلة الفائزة بلقب دوري أبطال أوروبا 2012-13.

مع انطلاقة موسم 2009-2010 وقع البايرن مع المدرب الهولندي لويس فان غال، واستطاع الفريق في ذلك الموسم أن يفوز بثنائية الدوري والكأس المحليتين، كما استطاع الفريق الوصول لنهائي دوري الأبطال الأوروبي الذي خسره بنتيجة 2-0 أمام الانتر الإيطالي، في موسم 2010-2011 خرج البايرن من الدور الـ16 من بطولة دوري الأبطال الأوروبي بعد هزيمته أمام الإنتر في مجموع المبارتين، كما حلَ الفريق في المركز الثالث المخيب للآمال في البوندسليغا.
موسم 2011-2012 حل البايرن وصيفاً في البطولات الثلاث التي شارك بها، فأنهوا في المركز الثاني خلف بوروسيا دورتموند في البوندسليغا، كما خسروا نهائي الكأس أيضاً أمام نفس الفريق، كما وصل النادي البافاري لنهائي دوري أبطال أوروبا الذي لعب على أرضه في الالينز أرينا ليخسر عبر ضربات الجزاء الترجيحية أمام تشيلسي الذي أصبح ثاني فريق إنجليزي يهزم البايرن على أرضه والأول(بين الإنجليز) منذ انتقال البايرن إلى الأليانز أرينا.

اختتم البايرن عام 2013 بالفوز بالخماسية التاريخية بعد حصوله على لقب كأس العالم للأندية

بدء البايرن 2012-2013 بالفوز في كأس السوبر الألمانية بعد تغلبه على غريمه بوروسيا دورتموند بنتيجة 2-1 ، كما وبعد وبعد انطلاقة نارية أصبح البايرن أول فريق في التاريخ يحقق الفوز في أول 8 مباريات له في البوندسليغا وذلك على إثر فوزه خارج أرضه على فورتونا دوسلدورف بنتيجة 5-0، ليعود البايرن بعدها ويحسم لقب البوندسليغا في السادس من أبريل 2013 بعد فوزه على إنتراخت فرانكفورت بنتيجة 1-0 وذلك قبل 6 جولات من نهاية الدوري ليصبح العملاق البافاري أسرع فريق يحسم لقب البوندسليغا. كما سجل البايرن العديد من الأرقام القياسية الجديدة للدوري الألماني في هذا الموسم التاريخي وأبرزها أكبر عدد نقاط(91)، أكبر فارق نقاط بين الفائز والوصيف(25)، أكبر عدد انتصارات في موسم واحد وأقل عدد خسائر(1). في نهاية الموسم استطاع البايرن الوصول لنهائي دوري أبطال أوروبا للمرة الثالثة بآخر أربع سنوات، واستطاع الفريق هذه المرة الفوز بلقبه الخامس في المسابقة بعد فوزه على مواطنه بوروسيا دورتموند بنتيجة 2-1 في المباراة التي جرت على إستاد ويمبلاي في لندن، حيث سجل آرين روبين هدف الفوز للفريق البافاري في الدقيقة 87 من عمر المباراة. في الأول من يونيو 2013 أصبح البايرن أول فريق ألماني يفوز بثلاثية الدوري، دوري الأبطال وكأس ألمانيا وذلك بعد فوزه على شتوتغارت بنتيجة 3-2 في نهائي كأس ألمانيا.
في الأول من يوليو من عام 2013 تسلم بيب غوارديولا دفة القيادة في الفريق البافاري وذلك قبيل انطلاقة موسم 2013-2014، كما تعاقد البايرن مع ماريو غوتسه من بوروسيا دورتموند في صفقة قدرت بـ37 مليون يورو، ما جعلها أغلى انتقال للاعب ألماني وقتها(فيما بعد تخطتها قيمة صفقة انتقال أوزيل من ريال مدريد لأرسنال البالغة 50 مليون يورو )، في 24 يوليو 2013 خسر البايرن نهائي السوبر الألماني بمواجهة غريمه بوروسيا دورتموند بنتيجة 4-2 في ملعب الأخير، ليعود الفريق ويتوج بلقب السوبر الأوروبي في الـ30 من نفس الشهر بتغلبه على تشيلسي الإنجليزي عبر ركلات الجزاء الترجيحية. في 9 نوفومبر 2013 استطاع البايرن كسر رقم هامبورغ القياسي لأكثر عدد من المباريات المتتالية من دون هزيمة في البوندسليغا(36 مباراة). في 27 من نوفمبر 2013 وبعد فوزه على سسكا موسكو الروسي بنتيجة 3-1 أصبح البايرن الفريق الأول الذي يفوز بـ10 مباريات متتالية في دوري الأبطال الأوروبي، وفي 21 ديسمبر 2013 توج العملاق البافاري بلقب كأس العالم للأندية بعد تغلبه على الرجاء البيضاوي المغربي بنتيجة 2-0 في النهائي الذي لعبت على أرضية ملعب استاد ماراكش في المغرب. في موسم 2014–15 دافع بايرن ميونخ عن لقبه ونجح في الاحتفاظ به، وفي الموسم التالي نجح في الاحتفاظ بلقبه ليحقق رقمًا قياسيًا بالفوز به أربع مرات متتاليات دون انقطاع. وفي نهاية موسم 2015–16 غادر غوارديولا الفريق ليتولى تدريب مانشستر سيتي، وخلفه كارلو أنشيلوتي.

## شعار تاريخي
تغير شعار بايرن ميونخ أكثر من مرة على مدى تاريخ النادي، أساساً كانت أحرف أف سي بي أم (بالألمانية: FCBM) تمثل النادي ومعها اللون الأزرق، بينما لم يكن للألوان التي تمثل مقاطعة بافاريا دور في الشعار لغاية عام 1954 عندما تمَ دمجها مع شعار النادي لأول مرة. النسخة الحديثة من الشعار تم تطويرها عن نسخة 1954 على عدة مراحل، وبينما كان شعار النادي يتألف من لون واحد على مدى معظم تاريخه وبالأخص من اللونين الأزرق أو الأحمر. لكن النسخة الحالية من شعار النادي، تم اعتمادها عام 2008 تتألف من الأزرق، الأحمر و الأبيض وتحتوي على ألوان مقاطعة بافاريا في وسطها، بينما يكتب اسم أف سي بايرن ميونيخ (بالألمانية: FC Bayern München) باللون الأبيض داخل دائرة من ذا خلفية حمراء اللون و بداخلها على الألوان مقاطعة بافاريا.

شعار النادي بين عامي (1906-1919).
شعار النادي بين عامي (1923-1954).
شعار النادي بين عامي (1938-1945).
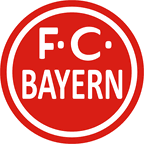
شعار النادي بين عامي (1954-1961).
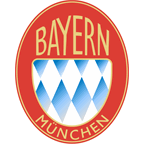
شعار النادي بين عامي (1961-1965).
شعار النادي بين عامي (1965-1970).[49]
شعار النادي بين عامي (1970-1979).[50]
شعار النادي بين عامي (1979-1996).[51]
شعار النادي بين عامي (1996-2002).[52]
شعار النادي بين عامي (2002-2017).[53]